# Антоній Вільк
Антоній Вільк (1876—1940) — польський астроном, першовідкривач чотирьох комет.

## Біографія
Він здобув освіту в Кракові, де в 1899 році вступив до Ягеллонського університету для вивчення математики і фізики і під час навчання відвідував заняття з астрономії. Через чотири роки він став учителем середньої школи, через рік склав іспит на звання професора, а через два роки здобув ступінь доктора філософії за дисертацію про Місяць.
До 1912 року працював учителем гімназії в Тарнові. Потім працював у Кракові, спочатку асистентом, потім доцентом обсерваторії. Працюючи в обсерваторії, відкрив 4 короткоперіодичні комети. До 1939 року читав лекції із загальної астрономії.
6 листопада 1939 заарештований у Зондеракції Кракау. Був ув'язнений у Вроцлаві, а 28 листопада 1939 року разом з іншими науковцями перебував у таборі Заксенгаузен біля міста Оранієнбург, звідки був звільнений через 3 місяці, 8 лютого 1940 року. Помер 17 лютого 1940 року в Кракові внаслідок хвороби та виснаження. Похований на Раковицькому цвинтарі в Кракові.
За відкриття був нагороджений Командорським хрестом Ордена Відродження Польщі (9 листопада 1931) і медаллю Тихоокеанського астрономічного товариства.

## Комети, відкриті Антонієм Вільком
- C/1925 V1 (Вільк-Пельтьє)[pl] (19 листопада 1925 р.)
- C/1929 Y1 (Вільк)[pl] (20 грудня 1929 р.)
- C/1930 F1 (Вільк)[pl] (21 березня 1930 р.)
- P/1937 D1 (Вільк)[pl] (27 лютого 1937 р.)

Він спостерігав за всіма кометами з балкона квартири. Для спостереження використовувалися дуже прості прилади: бінокль з об'єктивом 50 мм і телескоп Zeiss з об'єктивом 80 мм.